# Xã Cherry Hill, Quận Perry, Arkansas
Xã Cherry Hill (tiếng Anh: Cherry Hill Township) là một xã thuộc quận Perry, tiểu bang Arkansas, Hoa Kỳ. Năm 2010, dân số của xã này là 265 người.